# Левайн, Герберт
Герберт Левайн (Herbert Levine) — американский учёный, физик, биофизик и биоинженер.
Профессор Университета Райса, а прежде Калифорнийского университета в Сан-Диего, с января 2019 года профессор (University Distinguished Professor) Северо-Восточного университета. Член Национальной академии наук США (2011) и Американской академии искусств и наук (2012).

## Биография
Окончил Массачусетский технологический институт (бакалавр физики, 1976). Степени магистра (1977) и доктора философии (1979) по физике получил в Принстоне. В 1979—1982 годах постдок в Гарварде. Работал исследователем в корпоративной исследовательской лаборатории «Schlumberger». После чего в 1987 году поступил в штат Калифорнийского университета в Сан-Диего, где достиг должности заслуженного профессора.
Стипендиат Слоуна (1988). Ныне именной профессор (Hasselmann Professor) биоинженерии Университета Райса и содиректор его центра теоретической биологической физики. Перешёл сюда в 2012 году из упомянутого Калифорнийского университета, где преподавал физику. С 2015 года также исследователь Breast Cancer Research Foundation. Фелло Американского физического общества.
Главред Physical Biology, ассоциированный редактор Physical Review Letters, член редколлегии PNAS.
Являлся ассоциированным редактором Biophysical Journal, состоял в редколлегии журнала Chaos.
Автор более 225 рецензированных публикаций.